# Toribio Ticona Porco
Toribio Ticona Porco (Atocha, 25 d'abril de 1937 és un bisbe catòlic i teòleg bolivià.

## Biografia
Nascut a la ciutat de Potosí. De jove descobrí la seva vocació sacerdotal i ingressà al seminari diocesà, on realitzà la seva formació eclesiàstica, filosòfica i teològica. Va ser ordenat prevere el 29 de gener de 1967 per a la diòcesi de Potosí. Va ser sacerdot missioner a centres miners i al camp.

### Carrera episcopal
El 5 d'abril de 1986 va ser promogut a l'orde episcopal, quan Joan Pau II el nomenà bisbe titular de Timici i auxiliar de Potosí.
Rebé la consagració episcopal el 31 de maig del mateix any, de mans del seu predecessor al càrrec, el bisbe Santos Abril y Castelló y, amb els bisbes Edmundo Abastoflor i Jesús López de Lama com a co-consagradors.
Com a bisbe auxiliar treballà al Centre Miner del Nord de Potosí, residint a la ciutat d'Uncia.
El 4 de juny de 1992 va ser nomenat bisbe de Corocoro, càrrec que exercí fins al 29 de juny de 2012, en que es jubilà.

### Cardenalat
El 20 de maig de 2018, en acabar el res del Regina Coeli a la plaça de Sant Pere, el Papa Francesc anuncià el seu ingrés al Col·legi de Cardenals. Seria creat cardenal en un consistori a celebrar el 29 de juny d'aquell any.